# Fenbendazole
Le fenbendazole est un anthelminthique benzimidazole à large spectre utilisé contre les parasites gastro-intestinaux, notamment : giardia, les ascaris, les ankylostomes, les trichures, le genre de ténia Taenia (mais pas efficace contre Dipylidium caninum, un ténia commun du chien), les oxyures, aelurostrongylus, paragonimiasis, strongles et strongyloides qui peuvent être administrés aux moutons, aux bovins, aux chevaux, aux poissons, aux chiens, aux chats, aux lapins, à la plupart des reptiles, aux aquariums de crevettes d'eau douce comme traitements contre les planaires et les hydres, ainsi qu'aux phoques.

## Mécanisme d'action
Le fenbendazole agit en se liant à la tubuline, une protéine qui fait partie des microtubules des cellules des parasites. Cette liaison perturbe la formation et la fonction des microtubules, ce qui entraîne l'incapacité des parasites à absorber les nutriments, entraînant leur mort éventuelle. Ce mode d'action rend le fenbendazole efficace contre les stades adultes et larvaires de nombreux vers parasites,.

## Utilisations en médecine vétérinaire

### Chiens et chats
Le fenbendazole est couramment utilisé pour traiter les parasites intestinaux, notamment les ascaris, les ankylostomes, les trichocéphales et certains ténias. Il est souvent administré dans le cadre d’un protocole de vermifugation plus large.

### Chevaux
En médecine équine, le fenbendazole est utilisé pour lutter contre les strongles, les oxyures et les ascaris. Il est disponible sous forme de pâte pour une administration facile.

### Bovins et caprins
Le fenbendazole est efficace contre les vers pulmonaires, les vers gastriques et les vers intestinaux chez les ruminants. Il est administré par l'alimentation, par breuvage ou sous forme de bolus.

## Interactions médicamenteuses
Des interactions médicamenteuses peuvent survenir si des salicylanilides tels que le dibromsalan et le niclosamide sont co-administrés. Des avortements chez les bovins et des décès chez les moutons ont été signalés après l'utilisation simultanée de ces médicaments. Les avortements chez les ruminants domestiques ont été associés à l’utilisation concomitante d’agents thérapeutiques antitrématodes.

## Posologie et mode d'administration
Le dosage approprié du fenbendazole dépend de l’espèce animale spécifique traitée ainsi que de la formulation ou de la préparation particulière du produit utilisé,.

## Toxicité
Le fenbendazole est mal absorbé par le tractus gastro-intestinal chez la plupart des espèces. La DL50 chez les animaux de laboratoire dépasse 10 g/kg lorsqu'il est administré par voie orale.

## Métabolisme
Le fenbendazole est métabolisé dans le foie en oxfendazole, qui est également un vermifuge ; l'oxfendazole est partiellement réduit en fenbendazole dans le foie et le rumen,. De plus, le fenbendazole lui-même est un métabolite actif d’un autre médicament anthelminthique, le fébantel.

## Sécurité et précautions
Le fenbendazole est généralement sûr lorsqu’il est utilisé conformément aux instructions. Cependant, il est important de suivre les directives vétérinaires et les instructions de dosage pour éviter les effets secondaires potentiels. Certains animaux peuvent souffrir de légers troubles gastro-intestinaux. Son utilisation n'est pas recommandée chez les animaux en gestation sans avis vétérinaire.